# Nickel(II) diphosphat
Nickel(II) diphosphat là một hợp chất hóa học vô cơ của nickel với nhóm diphosphat với công thức Ni2P2O7. Dạng khan có màu vàng, còn hexahydrat có màu lục. Chúng đều không tan trong nước.

## Tổng hợp
Nickel(II) diphosphat khan (màu vàng) có thể thu được bằng cách thực hiện phản ứng giữa phosphor pentoxide với nickel(II) oxide. Hexahydrat màu lục của nó có thể thu được bằng cách thực hiện phản ứng giữa dung dịch natri diphosphat với muối nickel(II).
Nó cũng có thể thu được bằng cách phân hủy nickel(II) biphosphat:
2NiHPO4 → Ni2P2O7 + H2O
Hoặc bằng cách phân hủy nhiệt của amoni phosphatonickelat(II) để sản xuất:
2NH4NiPO4.H2O → Ni2P2O7 + 2NH3 + 2H2O

## Tính chất
Bốn cấu trúc tinh thể khác nhau của nickel(II) diphosphat đã được biết đến. Dạng bình thường tương đương với muối magnesi và nhóm không gian B21/c. Từ 565 ℃, dạng nhiệt độ cao thu được là kiểu của Thortveitit với nhóm không gian C2/m. Dạng γ- có cấu trúc giống muối kẽm tương ứng. Dạng thứ tư có cấu trúc tinh thể đơn nghiêng (nhóm không gian P21/a).

## Sử dụng
Nickel(II) diphosphat được sử dụng làm chất xúc tác trong hóa học hữu cơ.

## Hợp chất liên quan
Ngoài nickel(II) diphosphat, các nickel phosphat khác cũng được biết đến, như nickel(II) phosphat Ni3(PO4)2·8H2O.